# Richard Halsey Best
Richard Halsey Best (24. března 1910, Bayonne, New Jersey, USA – 1. listopadu 2001, Santa Monica, Kalifornie) byl americký pilot, známý zejména svou roli v bitvě u Midway. Během jednoho dne, 4. června 1942, tehdy především jeho zásah vyřadil z dalších bojů japonskou letadlovou loď Akagi a přispěl i ke zkáze letadlové lodi Hirjú. Bojové nasazení mu však způsobilo zdravotní problémy, kvůli kterým již nikdy poté nelétal.

## Život

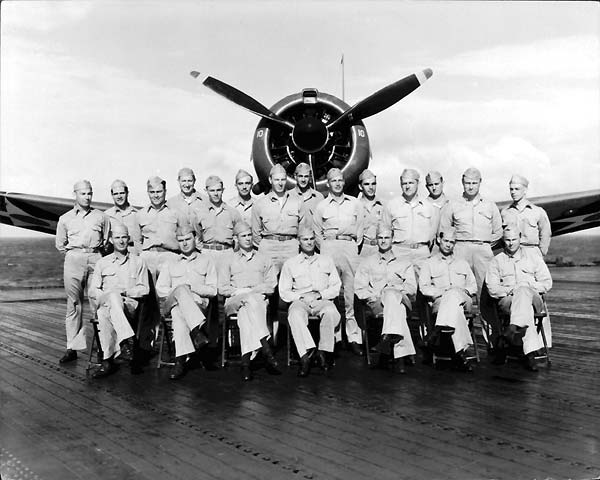
Bombardovací peruť VB-6 na palubě USS Enterprise v lednu 1942, Best sedí 3. zleva

Richarda Besta už od dětského věku přitahovaly příběhy amerických letců z 1. světové války. Letci sloužili v USA i u námořnictva, složil tedy zkoušky na Námořní akademii Spojených států v Annapolis a v červnu 1928 k námořnictvu nastoupil. V roce 1932 byl povýšen na důstojníka a přidělen na lehký křižník třídy Omaha USS Richmond. Za dva roky vstoupil do námořního letectva a zahájil letecký výcvik v Pensacole na Floridě.
Po výcviku v roce 1935 se Best dostal ke stíhací peruti VF-2B využívají stíhací letouny Grumman F2F na lodi USS Lexington. V roce 1938 se vrátil na Floridu jako instruktor a věnoval se zejména létání podle přístrojů a vývoji taktiky torpédových bombardérů. V červnu 1940 požádal o přesun na frontu.

### Druhá světová válka
Do akce byl Best poprvé povolán v únoru 1942, kdy peruť VB-6 pod jeho velením napadla japonské lodě u atolu Kwajalein. V tomtéž měsíci následovaly útoky proti cílům na ostrovech Taroa a Wake, obsazených Japonskem.
Dne 4. června 1942 se Best se svým Dauntlessem stal významným hráčem v bitvě u Midway. Torpédové bombardéry, které útočily jako první, utrpěly obrovské ztráty, desítky jich byly sestřeleny. Střemhlavé bombardéry se pak soustředily na nejbližší japonskou letadlovou loď Kaga. Best byl jediný pilot, který si to uvědomil, a svou letku tří Dauntlessů vedl k útoku na Akagi. Jedna ze tří shozených pum loď minula, druhá vybuchla vedle zádi a poškodila jí kormidlo. Bestova puma však dopadla přímo na loď, prorazila jí palubu a vybuchla mezi vyzbrojenými a natankovanými torpédovými bombardéry B5N. Loď zachvátil obrovský požár a její osud byl zpečetěn. Druhý den ráno se potopila.

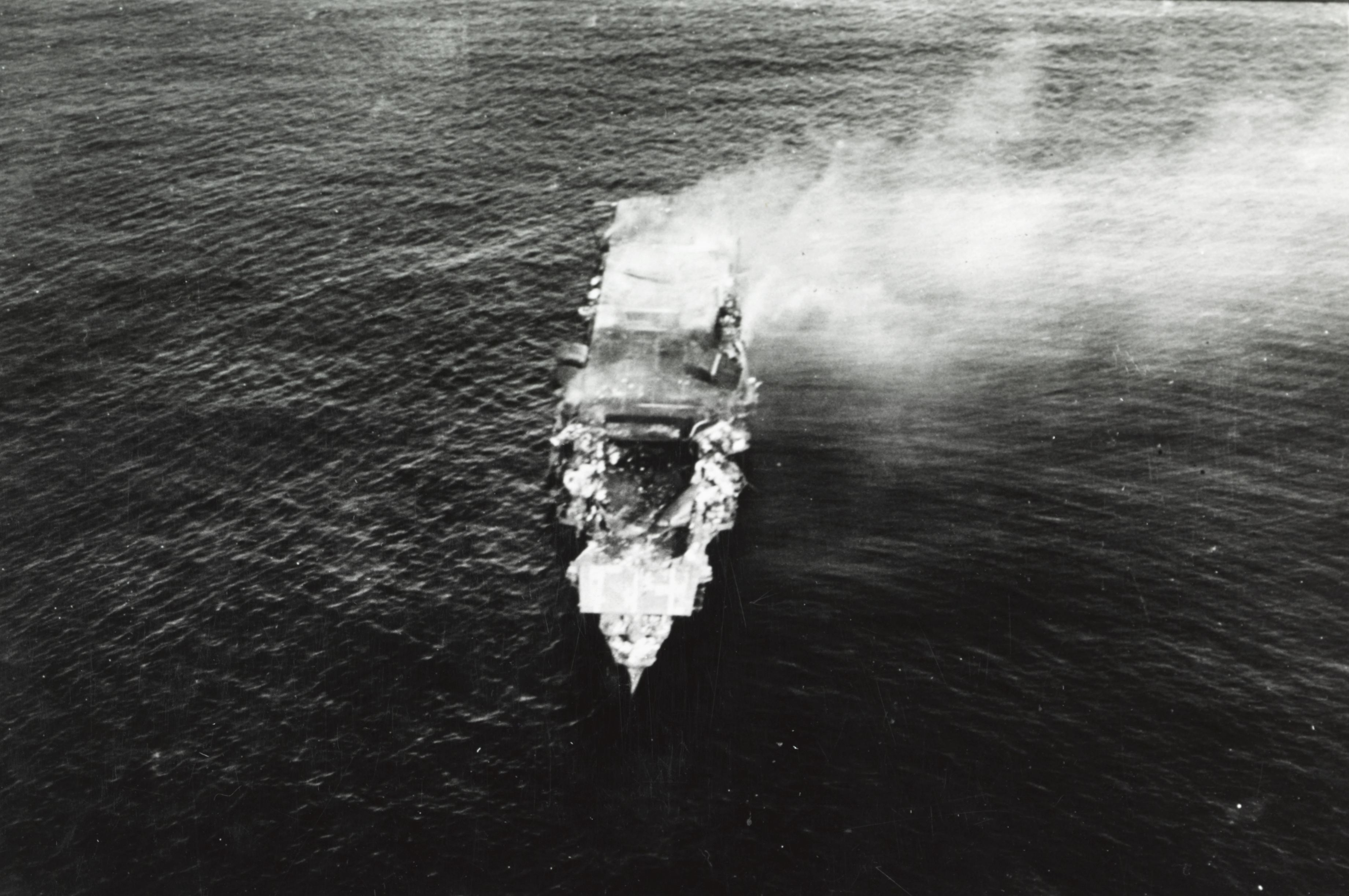
Hořící Hirjú 5. června 1942. Potopila se o několik hodin později.

Best toho dne vzlétl ještě jednou – odpoledne vedl útok své peruti proti letadlové lodi Hirjú, bráněné letouny Zero. Hirjú byla přes americké ztráty nakonec čtyřikrát zasažena, jeden zásah si opět připsal Best.
Paradoxem je, že Bestův slavný den pro něj byl v roli pilota zároveň posledním. Po návratu z obou útoků začal vykašlávat krev a objevily se u něj vysoké horečky. Během dlouhého ranního letu se totiž přehřál jeho kyslíkový přístroj, využívající hydroxid sodný k odstraňování vydechovaného oxidu uhličitého. Při přehřátí se škodlivé výpary mohly dostat do dýchací masky pilota. U Besta se kvůli tomu latentní tuberkulóza, kterou se nakazil v minulosti, změnila na aktivní. Best byl převezen do nemocnice v Pearl Harboru. Po téměř třech letech léčby byl v roce 1944 propuštěn z amerického námořnictva.
I v dalších letech pak strávil mnoho času v nemocnicích. Pracoval u leteckého výrobce Douglas Aircraft a později u RAND Corporation.
Zemřel v roce 2001 ve věku 91 let; je pohřben na Arlingtonském národním hřbitově.

## Ocenění
- Navy Cross
- Distinguished Flying Cross